# Румянцев-Задунайский, Пётр Александрович
Граф (c 1744) Пётр Алекса́ндрович Румя́нцев (4 [15] января 1725, Москва \ Строенцы — 8 [19] декабря 1796, село Ташань, Зеньковский уезд, Полтавская губерния) — русский полководец и военный теоретик. Генерал-фельдмаршал. Во время Семилетней войны командовал осадой и взятием Кольберга. Главнокомандующий действующей армией в ходе Русско-турецкой войны (1768—1774). За победы над турками при Ларге и Кагуле, которые привели к заключению выгодного для России Кючук-Кайнарджийского мира, удостоен титула «Задунайский».
Будучи одним из крупнейших землевладельцев страны, конец жизни он провёл в своих многочисленных поместьях: Гомеле, Великой Топали, Качановке, Вишенках, Ташани, Троицком-Кайнарджи, огромное состояние позволяло неустанно заниматься их развитием и украшением. Крупные домовладения располагались в различных городах и регионах страны.
Кавалер российских орденов Святого апостола Андрея Первозванного (9 февраля 1762 года), Святого Георгия 1-го класса (27 июля 1770 года), Святого Владимира 1-й степени (22 сентября 1782 года), Святого Александра Невского (18 августа 1759 года), Святой Анны (9 февраля 1762 года) и прусского ордена Чёрного орла (1776 год). Почётный член Императорской Академии наук и художеств (1776 год).
Автор военно-теоретических трудов. Самый известный его ученик — полководец А. В. Суворов.

## Биография

### Семья, ранние годы
Представитель древнего рода Румянцевых. По одной из версий, родился в селе Строенцы (ныне в Приднестровье), где его мать, графиня Мария Андреевна Румянцева (в девичестве — Матвеева), временно проживала, ожидая возвращения мужа генерал-аншефа Александра Ивановича Румянцева, ездившего в Турцию по поручению царя Петра I (в честь которого и был назван). В некоторых биографиях полководца эту версию называют легендарной, а местом рождения полководца указывается Москва. Его прадедом по материнской линии был известный государственный деятель боярин Артамон Сергеевич Матвеев. Мария Андреевна Матвеева, по свидетельствам ряда современников, была любовницей Петра I. Крёстной матерью будущего полководца стала императрица Екатерина I.
В десятилетнем возрасте был записан рядовым в лейб-гвардии Преображенского полка. До 14 лет жил в Малороссии и получал домашнее образование под руководством своего отца, а также местного педагога Тимофея Михайловича Сенютовича. В 1739 году назначен на дипломатическую службу и зачислен в состав русского посольства в Берлине. Оказавшись за границей, стал вести разгульный образ жизни, поэтому уже в 1740 году за «мотовство, леность и забиячество» был отозван и 29 июля зачислен в Сухопутный шляхетский корпус. Находился в нём недолго: в том же году, 1 декабря, приобретя себе известность неусидчивого и склонного к шалостям кадета, был выпущен (отчислен?). Приказом генерал-фельдмаршала Миниха Румянцев был отправлен в действующую армию в чине подпоручика.

### Начало военной карьеры
Первым местом службы Петра Александровича стала Финляндия, где он участвовал в Русско-шведской войне 1741—1743 годов. Отличился во взятии Гельсингфорса. В 1743 году в чине капитана своим отцом был послан в Петербург с известием о заключении Абоского мирного договора. Императрица Елизавета Петровна при получении этого донесения произвела юношу сразу в полковники и назначила командиром Воронежского пехотного полка. Также в 1744 году она возвела его отца — генерал-аншефа и дипломата Александра Ивановича Румянцева, — принимавшего участие в составлении договора, в графское достоинство вместе с потомством. Таким образом, Пётр Александрович стал графом.
Однако, несмотря на это, он продолжал весёлую жизнь так, что его отец писал: «мне пришло до того: или уши свои зашить и худых дел ваших не слышать, или отречься от вас…». В этот период Румянцев женился на княжне Е. М. Голицыной.
В 1748 году принимал участие в походе корпуса Репнина на Рейн (в ходе войны за Австрийское наследство 1740—1748 годов). После смерти отца в 1749 году вступил во владение всей собственностью и избавился от легкомысленного поведения.

### Семилетняя война
К началу Семилетней войны Румянцев имел уже чин генерал-майора. В кампанию 1756 года ему было поручено сформировать в Риге несколько гренадерских полков, а затем пять кавалерийских полков. В составе русских войск под командованием С. Ф. Апраксина он летом 1757 года получил назначение в 1-ю дивизию генерал-аншефа В. В. Фермора и прибыл в действующую армию в Курляндию; 19 августа отличился в сражении при Гросс-Егерсдорфе. Ему было поручено руководство резервом из четырёх пехотных полков — Гренадерского, Троицкого, Воронежского и Новгородского, — который располагался по другую сторону леса, окаймлявшего Егерсдорфское поле. Сражение продолжалось с переменным успехом, и когда русский правый фланг под ударами пруссаков начал отступать, Румянцев без приказа, по собственной инициативе, бросил свой свежий резерв против левого фланга прусской пехоты. Появление свежих русских полков, прошедших через считавшийся пруссаками непроходимым лес, переломило ход сражения.
Участвовавший в этом сражении А. Т. Болотов позже писал об этом: «Сии свежие полки не стали долго медлить, но давши залп, с криком „ура“ бросились прямо на штыки против неприятелей, и сие решило нашу судьбу и произвело желаемую перемену». Таким образом, инициатива Румянцева обусловила перелом в битве и победу русских войск. Кампания 1757 года на этом завершилась и русская армия была отведена за Неман. В следующем году Румянцеву было присвоено звание генерал-поручика, и он возглавил дивизию.
В январе 1758 года колонны Салтыкова и Румянцева (30 тыс.) вышли в новый поход и заняли Кёнигсберг, а вслед за тем и всю Восточную Пруссию. Летом конница Румянцева (4 тыс. сабель) прикрывала манёвры русских войск в Пруссии, и её действия были признаны образцовыми. В битве при Цорндорфе Румянцев непосредственного участия не принимал, однако после битвы, прикрывая отход Фермора в Померанию, 20 спешенных драгунских и конно-гренадерских эскадронов отряда Румянцева задержали на целый день 20-тысячный прусский корпус у Пасс Круга.
В августе 1759 года Румянцев со своей дивизией участвовал в Кунерсдорфском сражении. Дивизия располагалась в центре русских позиций, на высоте Большой Шпиц. Именно она стала одним из главных объектов атаки прусских войск после смятия ими левого фланга русских. Дивизия Румянцева, однако, несмотря на сильный артиллерийский обстрел и натиск тяжёлой кавалерии Зейдлица (лучшие силы пруссаков), отбивала многочисленные атаки и перешла в штыковую контратаку (Архангелогородский и Тобольский полки), которую возглавил лично Румянцев, а также австрийской конницей Коловрата. Этот удар отбросил армию короля Фридриха II, и она стала отступать, преследуемая кавалерией. Во время бегства Фридрих потерял свою треуголку, которая ныне хранится в Государственном Эрмитаже. Прусские войска понесли тяжёлые потери, в том числе была уничтожена кавалерия Зейдлица. Сражение при Кунерсдорфе выдвинуло Румянцева в число лучших командиров русской армии, за него он был награждён орденом Святого Александра Невского.
Последнее крупное событие Семилетней войны, в котором участвовал Румянцев — осада и взятие Кольберга. 5 августа 1761 года Румянцев с 18 тысячами русских войск отдельно от остальной их части подошёл к Кольбергу и атаковал укреплённый лагерь принца Вюртембергского (12 тысяч человек), прикрывавший подходы к городу. Взятием лагеря Румянцев начал осаду Кольберга. Помощь в блокаде города ему оказывал Балтийский флот. Осада длилась 4 месяца и закончилась 5 (16) декабря капитуляцией гарнизона. В течение этого времени перед осаждающими вставало большое количество трудностей из-за значительной мощи обороны крепости и действовавших в русском тылу прусских партизан. Русский военный совет за эти 4 месяца три раза принимал решение о снятии блокады, такую же рекомендацию давал и главнокомандующий русскими войсками А. Бутурлин, и только непреклонная позиция Румянцева позволила довести её до конца. После победы было взято 3 тыс. пленных, 20 знамён, 173 орудия. Осада Кольберга была также последним боевым успехом всей русской армии в Семилетнюю войну. В ходе осады Кольберга впервые в истории русского военного искусства были использованы элементы тактической системы «колонна — рассыпной строй».
Семилетняя война оказала огромное влияние на дальнейшую судьбу Румянцева, предопределив его дальнейший карьерный рост. После неё о Румянцеве заговорили как о полководце европейского уровня. Здесь он показал себя талантливым военачальником, здесь применил на практике свои идеи по развитию тактики и управления войсками, которые затем лягут в основу его трудов по военному искусству и его дальнейших побед. В ходе данной войны по инициативе Румянцева была успешно осуществлена стратегия мобильной войны, в ходе которой ставка была сделана не на осаду и взятие крепостей как прежде, а на ведение скоростной манёвренной войны. Впоследствии эта стратегия была взята на вооружение Суворовым.
В Семилетнюю войну проявилась и другая черта Румянцева как военачальника — системный подход к обеспечению войск всем необходимым, ежедневные внимание и контроль за деятельностью службы тыла, забота о здоровье и снабжении солдат.

### Румянцев в 1762—1764 годах
Вскоре после взятия Кольберга скончалась императрица Елизавета Петровна. На трон вступил её племянник Пётр III, известный симпатиями к Фридриху II. С Пруссией был заключён мир. Пётр III наградил П. А. Румянцева орденами Андрея Первозванного и Святой Анны и присвоил ему чин генерал-аншефа. Император поручил Румянцеву на базе его корпуса, который по-прежнему располагался в районе Кольберга и Штеттина, готовить армию к планируемому походу на Данию. Численность корпуса значительно выросла: к июлю 1763 года в него входили 12 кирасирских, 4 гусарских, 23 пехотных и 11 казачьих полков, а всего 59 908 человек. Во время дворцового переворота 1762 года Румянцев сохранял верность Петру, однако по получении Манифеста о вступлении на престол Екатерины II немедленно привёл свой корпус к присяге на её имя. Вскоре он сдал командование корпусом присланному Екатериной графу П. И. Панину.
После вступления на престол императрицы Екатерины II, Румянцев, предполагая, что его карьера кончена, подал прошение об отставке и намеревался «уехать в деревни». Однако Екатерина удержала его на службе, собственноручно написав Румянцеву лестное письмо в январе 1763 года. В 1764 году, после увольнения от должности гетмана Разумовского, назначила генерал-губернатором Малороссии, дав ему обширную инструкцию, по которой он должен был способствовать более тесному соединению Малороссии с Россией в отношении административном.

### Генерал-губернатор Малороссии
В 1765 году прибыл в Малороссию и, объехав её, предложил малороссийской коллегии произвести «генеральную опись» Малороссии. Так возникла знаменитая Румянцевская опись. В 1767 году была созвана в Москве комиссия для составления уложения. Различные классы малорусского народа должны были послать в неё своих представителей. Политика Екатерины II, которую проводил Румянцев, заставляла опасаться, что в комиссии могут быть заявлены просьбы о сохранении малороссийских привилегий; поэтому он тщательно следил за выборами и составлением наказов, вмешивался в них и требовал суровых мер, как это было, например, при выборе депутата от шляхетства в городе Нежине.

### Русско-турецкая война (1768—1774)
В 1768 году, когда вспыхнула турецкая война, был назначен командующим 2-й армией, которая призвана была только охранять русские границы от набегов крымских татар. Но вскоре императрица Екатерина, недовольная медлительностью князя А. М. Голицына, командовавшего 1-й действующей армией, и не зная, что ему удалось уже разбить турок и овладеть Хотином и Яссами, назначила на его место Румянцева.
Несмотря на свои сравнительно слабые силы и недостаток продовольствия, он решил действовать наступательно. Первая решительная битва произошла 7 июля 1770 года при Ларге, где Румянцев с 25-тысячным войском разбил 80-тысячный турецко-татарский корпус. За Ларгу (в некоторых справочниках ошибочно указывают сражение при Кагуле) императрица 27 июля (7 августа) 1770 года наградила генерал-аншефа графа Пётра Александровича Румянцева орденом Св. Георгия 1-й степени. Ещё более прославила его имя победа, одержанная им 21 июля над вдесятеро сильнейшим неприятелем при Кагуле и вознесшая Румянцева в ряд первых полководцев XVIII века. Чин генерал-фельдмаршала был наградой сего знаменитого подвига.
После этой победы Румянцев шёл по пятам неприятеля и последовательно занял Измаил, Килию, Аккерман, Браилов, Исакчу. Своими победами оттянул главные силы турок от Бендерской крепости, которую два месяца осаждал граф Панин и которую взял штурмом в ночь на 16 сентября 1770 года.
В 1771 году перенёс военные действия на Дунай, в 1773 году, приказав Салтыкову осадить Рущук и послав к Шумле Каменского и Суворова, сам осадил Силистрию, но несмотря на неоднократные частные победы не мог овладеть этой крепостью, так же, как и Варной, вследствие чего отвёл армию на левый берег Дуная.
В 1774 году с 50-тысячным войском выступил против 150-тысячной турецкой армии, которая, избегая битвы, сосредоточилась на высотах у Шумлы. Румянцев с частью своего войска обошёл турецкий стан и отрезал визирю сообщение с Адрианополем, что вызвало в турецкой армии такую панику, что визирь принял все мирные условия. Так 10 июля 1774 года был заключён Кючук-Кайнарджийский мир. Именно в этот день императрица Екатерина II именным Высочайшим указом повелела генерал-фельдмаршалу графу Петру Александровичу Румянцеву присоединить к фамилии его наименование «Задунайский» («для прославления опасного перехода его через Дунай») и именоваться графом Румянцевым-Задунайским; пожаловала грамоту с описанием его побед, фельдмаршальский жезл с алмазами («за разумное полководство»), шпагу с алмазами («за храбрые предприятия»), лавровый и масличный венки, украшенные алмазами («за победы»), и такой же крест и звезду ордена Андрея Первозванного; в 1775 году подарила Гомель и Гомельское староство в вечное потомственное владение П. А. Румянцеву-Задунайскому «для увеселения». В 1779 году староство включало 82 деревни с 12 665 дворами. Румянцев, не желая присутствия в своём городе уездных чиновников, добился превращения Гомеля в частнособственническое местечко при условии постройки им нового города, где бы разместился уездный центр. , 100 тысяч рублей из кабинета на построение дома, серебряный сервиз и картины для убранства комнат. Также императрица увековечила победы Румянцева памятниками-обелисками в Царском Селе и Санкт-Петербурге, предлагала ему «въехать в Москву на триумфальной колеснице сквозь торжественные ворота», но он отказался.

### Поздние годы
В 1776 году сопровождал цесаревича Павла Петровича во время визита в Пруссию. В Берлине высоких гостей встречал сам король Фридрих II Великий. По приказу короля все генералы и офицеры его штаба явились к Румянцеву со шляпами в руках «с почтением и поздравлением». В честь русского полководца в Потсдаме были проведены манёвры, которыми руководил сам король, изображавшие Кагульское сражение. По окончании манёвров Фридрих II собственноручно возложил на Румянцева орден Чёрного орла. Приглашённый вместе с цесаревичем на публичное заседание Берлинской академии наук, фельдмаршал был удостоен чести сидеть рядом с королём, тогда как прусские принцы должны были стоять позади него.
В феврале 1779 года указом императрицы Екатерины II Румянцев был назначен генерал-губернатором Курского наместничества. Руководил подготовкой открытия Курского наместничества в 1779 — начале 1780 года. Одновременно, продолжал оставаться генерал-губернатором Малороссии, подготавливал постепенное введение в ней общерусских порядков, что и произошло в 1782 году, с распространением на Малороссию российского административно-территориального деления и местного устройства. Пребывание Румянцева в Малороссии способствовало соединению в его руках громадных земельных богатств, которые отчасти были приобретены путём покупки, отчасти путём пожалования.
С началом в 1787 году новой русско-турецкой войны сильно располневший, малоподвижный Румянцев был назначен командовать 2-й армией при главнокомандующем князе Потёмкине, который управлял соседними с Малороссией землями — Новороссией. Это назначение глубоко оскорбило Румянцева, который не считал Потёмкина профессиональным военным. Как отмечает «Большая советская энциклопедия», он «вошёл в конфликт с главнокомандующим Г. А. Потёмкиным и фактически устранился от командования», а «в 1794 году номинально числился главнокомандующим армией, действовавшей против Польши, но по болезни не выезжал из имения».

Потёмкин устроил так, что он не мог ничего делать: ему не давали ни войск, ни провианта, ни боевых припасов, ни случая сражаться. В 1789 году ему надоело командовать воображаемой армией против неприятеля, которого нельзя было открыть; он не находил возможности выйти с помощью какой-нибудь смелой импровизации из круга, в который его замкнули, и стал просить отставки. На этот раз просьбу поспешно исполнили. Он удалился в своё малороссийское имение Ташань, где выстроил себе дворец в виде крепости и заперся в одной комнате, не выходя из неё никогда. Он делал вид, что не узнает собственных детей, которые жили в бедности, и умер в 1796 году, пережив всего несколькими днями Екатерину.— К. Валишевский. «Вокруг трона».
Умер в одиночестве в Ташани, в Зеньковском уезде Малороссийской губернии (в настоящее время Переяслав-Хмельницкий район, Киевская область). Похоронен в Киево-Печерской Лавре у левого клироса соборной церкви Успения (которая была взорвана во время Второй мировой войны).

## Брак и дети
В 1748 году женился на княжне Екатерине Михайловне (1724—1779) — дочери генерал-фельдмаршала Михаила Михайловича Голицына и Татьяны Борисовны, урождённой Куракиной. В браке родились последние представители рода Румянцевых, причём все трое по неизвестным причинам остались холосты:
- Михаил (1751—1811) — генерал, сенатор, действительный тайный советник.
- Николай (1754—1826) — канцлер, меценат, основатель Румянцевского музея.
- Сергей (1755—1838) — дипломат, писатель, организатор Румянцевского музея в Петербурге. Имел незаконнорождённых дочерей, впоследствии вышедших замуж за представителей известных дворянских фамилий.
- Из внебрачных детей гр. П. А. Румянцева, получивших фамилию Умянцевы (Умянцовы, Уманцовы, Оманцовы) и в апреле 1772 г. возведённых в баронское достоинство польским королём Станиславом Августом Понятовским, наиболее известен Андрей Петрович Умянцов (1759—7(19).5.1821), Черниговский вице-губернатор (1813—19), Симбирский гражданский губернатор (1819—21)[20].

## Оценка личности Румянцева
Блажен, когда стремясь за славой

Он пользу общую хранил

Был милосерд в войне кровавой

И самых жизнь врагов щадил;

Благословен средь поздних веков

Да будет друг сей человеков.
«Этому победоносному полководцу — победившему, впрочем, одних турок — может быть, недоставало другого театра, где бы он мог развить свои стратегические способности, которых дунайская кампания не могла осветить в достаточной степени», — пишет Казимир Валишевский.
При жизни и сразу после смерти Румянцев был излюбленным объектом воспевания со стороны придворных поэтов, и в первую очередь Державина. Император Павел I, вступивший на престол за месяц до кончины Румянцева, назвал его «русским Тюренном» и повелел своему двору носить по нему траур три дня. А. С. Пушкин назвал Румянцева «перуном кагульских берегов», Г. Р. Державин сравнил его с римским полководцем IV века до н. э. Камиллом
В 1811 году издан анонимный сборник «анекдотов, объясняющих дух фельдмаршала Румянцева». В нём приводятся факты, свидетельствующие, что знаменитый полководец живо чувствовал все ужасы войны. Те же черты его засвидетельствовал и Державин в относящейся к Румянцеву строфе оды «Водопад».

## Усадьбы
- Качановка (усадьба) — Черниговская область, Украина. Музей-заповедник.
- Гомельский дворец — главная достопримечательность города Гомель, Беларусь. Дворец-музей.
- Троицкое-Кайнарджи — Московская область. Сохранились церковь, построенная при жизни полководца, и две усыпальницы.
- Усадьба в селе Великая Топаль — Брянская область.
- Чеберчино, пожалованная Петром I за верную службу его отцу А. И. Румянцеву, в котором Петром Александровичем в 1796 году было начато, а в 1798 году закончено его сыном Николаем Петровичем Румянцевым строительство церкви[25][26].
- Вишенки (усадьба) Черниговская область, Украина.

## Памятники
Над надгробием Румянцева у левого клироса соборной церкви Успения в Киево-Печерской Лавре (которая была взорвана во время Второй мировой войны) — шедевром русского классицизма — работали до 1805 года И. П. Мартос и Ж. Тома де Томон. Надпись на постаменте гласила: «Внимай, росс! Пред тобою гроб Задунайского».
При гробе существовал институт Почетной стражи, в которую Капитул российских орденов и Дума военного ордена Св. Георгия по сношению с Военным Министром назначали несколько пенсионеров — заслуженных офицеров-ветеранов.
Большую историческую ценность представляют четыре существующих памятника:
- В 1799 году в Петербурге на Марсовом поле был установлен памятник П. А. Румянцеву, представляющий собой чёрный обелиск с надписью «Румянцова побѣдамъ» (сейчас находится в Румянцевском (Соловьёвском) саду на Румянцевской площади вблизи Университетской набережной).
- Кагульский обелиск — установлен в парке Большого Екатерининского дворца в Царском селе по проекту архитектора Антонио Ринальди в 1771 году — в честь победы в Кагульском сражении.
- Памятник Кагульской битвы (Колонна Славы) — монумент в городе Вулканешты в Гагаузии, на юге современной Молдавии. Воздвигнут в 1849 году по проекту Ф. К. Боффо на месте победы русской армии в битве при Кагуле 1770 года, украшен гербом и девизом фельдмаршала Румянцева.
- В усадьбе Троицкое-Кайнарджи по проекту В. И. Демут-Малиновского был поставлен в 1833 году бронзовый памятник Екатерине с надписью на пьедестале: «От Екатерины дана сему месту знаменитость, оглашающая навсегда заслуги графа Румянцева-Задунайского»[29]. Таким образом, памятник посвящён одновременно и Румянцеву и Екатерине Второй. В советское время в период разорения усадьбы, памятник был спасён сотрудниками московского музея Архитектуры[30], где в настоящее время (2017) экспонируется во внутреннем дворе.

Кроме того
- 27 мая 2010 года был открыт бронзовый памятник на территории Бендерской крепости в городе Бендеры, Приднестровье (46°50′15″ с. ш. 29°29′15″ в. д.HGЯO).
- Бюст Румянцеву, установлен 20.10.1985 г. в Соборном парке к 150-летию г. Кагула. Скульптор — В. К. Кузнецов, архитектор Г. В. Соломинов. Чеканка, медь, авторское исполнение. Демонтирован в 1990-х, позже восстановлен и ныне расположен перед входом в Лицей им. П. Румянцева (ранее школа № 1; 45°54′13″ с. ш. 28°11′12″ в. д.HGЯO).
- Фигура Румянцева запечатлена на памятниках Екатерине II (Санкт-Петербург) и Тысячелетие России (Великий Новгород)

## Другие почести
- Именем Румянцева была названа одна из операций Великой Отечественной войны — по освобождению Белгорода и Харькова в 1943 году.
- Портрет Румянцева изображён на купюре достоинством 200 рублей, а также на памятной серебряной монете достоинством 100 рублей Приднестровской Молдавской Республики.
- Портрет Румянцева-Задунайского украшает стену зала заседаний Совета Безопасности России в Кремле.

## Образ в литературе
Исторический роман Петрова М. Т. «Румянцев-Задунайский» (1984).

## Труды
- Румянцев П. А. Документы. Т. 1 — 3. М.: Воениздат, 1953—1959.
- Румянцев П. А. Два письма графа П. А. Румянцева. 1771—1772 / Сообщ. А. М. Лазаревский // Русская старина, 1876. — Т. 15. — № 1. — С. 212—213.
- Румянцев П. А. Письмо гр. П. А. Румянцева-Задунайского к гр. Панину по поводу переговоров с Турциею [от 10 июня 1774] / Сообщ. Н. П. Ермолов // Русский архив, 1865. — Изд. 2-е. — М., 1866. — С. 869—872.
- П. А. Румянцев, А. В. Суворов, М. И. Кутузов. Документы и материалы. Киев, 1974.
- (Указание на место рождения П. А. Румянцева) Материалы для биографии графа П.Румянцева-Задунайского. Пояснения к жизни графа П. А. Румянцева, собранные Гоголевым / Киевская старина. Ежемесячный исторический журнал. Год 14-й. Том XLVIII. 1895. Марта-Киев. — С. 399—401